# 柬埔寨客属会馆
柬埔寨客属会馆，目前是由柬埔寨客家后裔于柬埔寨战争后再次成立，属于柬埔寨客家人的会馆，成立于1993年8月20日。同日,会馆属下崇正学校正式复课。柬埔寨王国政府副总理宋安阁下是柬埔寨客属会馆的最高名誉会长。

## 柬埔寨客属会馆属下机构
- 柬埔寨崇正学校
- 柬埔寨天后宫
- 柬埔寨客属会馆崇正醒狮团